# Milford Graves
Milford Graves (South Jamaica, 1941. augusztus 20. – South Jamaica, 2021. február 12.) amerikai dzsesszzenész, dobos, ütőhangszeres, zeneszerző; professzor emeritus, képzőművész, szobrászművész, kertész, harcművész. A szaxofonos, zeneszerző John Zorn szerint „alapvetően egy 20. századi sámán”.

## Pályafutása
Graves − Sunny Murray, Andrew Cyrille és Rashied Ali mellett − az avantgárd dzsesszdobosok azon generációjához tartozik, akik az 1960-as évek közepén átalakították a dobolást.
1964-ben Paul Bley-vel és Giuseppi Logannel készített felvételeket. Dolgozott a Jazz Composer's Orchestraval is, és tagja volt a New York Art Quartetnek Roswell Ruddal, Lewis Worrell-lel és John Tchicaival, amely Leroi Jonesszal is fellépett. 1966-ban duóban dolgozott Don Pullennel és Andrew Cyrille-lel. Ezután Albert Aylerrel és Sonny Sharrockkal játszott.
1973-tól Bill Dixon mellett tanított a Bennington College-ban, és csak néhány turnén szerepelt dobosként. 1983-86 között a „Pieces of Time” ütős kvartettben játszott, amelyben Don Moye, Andrew Cyrille és Kenny Clarke, később Philly Joe Jones voltak tagok. Ez idő alatt Sun Ra-val is játszott. Az 1990-es években elsősorban önálló előadásokkal jelentkezett.
Graves 2013-ban életműdíjat kapott a brooklyni Vision fesztiválon.

## Albumok
- 1964: Milford Graves
- 1965: Percussion Ensemble
- 1977: Bäbi
- 1977: Meditation Among Us (Kitty); & Kaoru Abe, Toshinori Kondo, Mototeru Takagi, Toshiyuki Tsuchitori
- 1998: Grand Unification
- 2000: Stories
- 2021: Children of the Forest (Black Editions Archive) & Arthur Doyle, Hugh Glover

## Filmek
- 2013: The Breath Courses Through Us
- 2014: River of Fundament
- 2018: Milford Graves Full Mantis

## Díjak
- 2000: Guggenheim-ösztöndíj[4]
- 2013: életműdíj